# (15159) 2000 FN41
A (15159) 2000 FN41 a Naprendszer kisbolygóövében található aszteroida. A LINEAR projekt keretében fedezték fel 2000. március 29-én.